# 1986 في باكستان
فيما يلي قوائم الأحداث التي وقعت خلال عام 1986 في باكستان.

## أحداث
- 5 سبتمبر – بان أمريكان الرحلة 73

## سياسة

### تعيين في المنصب
- 20 سبتمبر – وسيم سجاد Minister for Law and Justice (Pakistan) [الإنجليزية]‏.

## مواليد

### مارس
- 28 مارس – مصطفى علي